# Hejnał Płocka
Hejnał Płocki powstał w 1937 roku. Hejnał skomponował ks. Kazimierz Starościński (profesor śpiewu w Seminarium Duchownym). Po raz pierwszy zagrano go 25 września 1937 roku. Grano go aż do 1975 roku, z wyjątkiem okresu okupacji hitlerowskiej. Ponownie zaczęto go odgrywać 3 maja 1983 roku i od tej pory nieprzerwanie rozbrzmiewa nad Płockiem aż do dzisiaj.
Dopiero w latach 90. XX wieku zostały dopisane słowa do hejnału. Ich autorem jest Tadeusz Boetzel.
Hejnał odgrywany jest przez trębacza codziennie o godzinie 12:00 i 18:00 z wieży ratuszowej na Starym Rynku. Hejnalista Miejski ubrany jest w paradny mundur strażników miejskich.
Melodia odgrywana jest również trzy razy dziennie drogą elektroniczną z Wieży Zegarowej.
Na wieży ratuszowej po odegraniu hejnału o godz. 12:00 ma miejsce scena pasowania Bolesława III Krzywoustego na rycerza przez jego ojca – Władysława I Hermana.

Tekst płockiego hejnału:
Płock, grodzie nasz z Tumskich Wzgórz
trzymasz straż, grodzie nasz.
Patrząc w Wisły toń ty trwasz, ty trwasz.